# Галбень (Ніколає-Белческу, Бакеу)
Галбень, Галбені (рум. Galbeni) — село у повіті Бакеу в Румунії. Входить до складу комуни Ніколає-Белческу.
Село розташоване на відстані 234 км на північ від Бухареста, 12 км на південь від Бакеу, 91 км на південний захід від Ясс, 142 км на північний захід від Галаца, 136 км на північний схід від Брашова.

## Населення
За даними перепису населення 2002 року у селі проживала 1291 особа.
Національний склад населення села:
| Національність | Кількість осіб | Відсоток |
| -------------- | -------------- | -------- |
| румуни         | 1285           | 99,5%    |
| угорці         | 6              | 0,5%     |

Рідною мовою назвали:
| Мова      | Кількість осіб | Відсоток |
| --------- | -------------- | -------- |
| румунську | 1285           | 99,5%    |
| угорську  | 6              | 0,5%     |